# Universidade das Ilhas Baleares
A Universidade das Ilhas Baleares (em castelhano: Universidad de las Islas Baleares; em catalão: Universitat de les Illes Balears) é uma instituição de ensino superior pública com sede em Palma de Maiorca, na Espanha. Fundada em 1978, possuía 13.892 alunos (2014). Seu atual reitor é Llorenç Huguet.